# زین (هسن)
زین (به آلمانی: Sinn) یک شهر در آلمان است که در لان-دیل واقع شده‌است. زین ۶٬۵۸۱ نفر جمعیت دارد.